# Joshua L. Chamberlain
Joshua Lawrence Chamberlain (8. september 1828 – 24. februar 1914) var en amerikansk professor fra Maine, som deltog som frivillig i den amerikanske borgerkrig, hvor han blev en højt respekteret og dekoreret officer, der efterhånden blev forfremmet til generalmajor. For sit mod i slaget ved Gettysburg blev han tildelt Kongressens Medal of Honor. Han fik æren af at lede Unionens tropper ved overgivelsesceremonien for infanteriet i Robert E. Lees Army of Northern Virginia ved Appomattox i Virginia. Efter krigen gik han ind i politik og fungerede i fire perioder som guvernør i Maine. Han var lærer på sit eget gamle universitet Bowdoin Collage, og dets præsident.

## Tidlige år
Chamberlain blev født i Brewer, Maine som søn af Joshua og Sarah Dupee Chamberlain. Han var den ældste af fem. Han startede på Bowdoin College i Brunswick, Maine i 1848, efter at han havde lært sig selv at læse græsk, så han kunne bestå indgangsprøven. Mens han var på Bowdoin traf han folk, som kom til at påvirke hans liv, herunder Harriet Beecher Stowe, ægtefællen til en professor på Bowdoin. Chamberlain tog ofte af sted for at høre hende læse uddrag af det, der senere blev hendes berømte roman, Onkel Toms hytte. Han gik også ind i Peucinian Society, en gruppe studerende med føderalistiske holdninger. Han blev medlem af Phi Beta Kappa og var broder i Alpha Delta Phi da han fik sin eksamen i 1852.
Han giftede sig med Fanny Adams, en lokal præsts adopterede datter, i 1855, og de fik fem børn, hvoraf en var født for tidligt til at kunne overleve og to døde som spæde. Chamberlains far var i starten ikke tilfreds med hans ægteskab med Fanny Adams, men det ændrede sig, og han respekterede hende højt – ligesom hans søn gjorde. Chamberlain læste i yderligere tre år på Bangor Theological Seminary i Bangor, Maine, hvorefter han vendte tilbage til Bowdoin og indledte en karriere i undervisning som professor i retorik. Han nåede at undervise i alle fag, bortset fra naturvidenskab og matematik. Han talte ni sprog flydende udover engelsk: græsk, latin, spansk, tysk, fransk, italiensk, arabisk, hebræisk og syrisk.
Chamberlains oldefædre var soldater i den Amerikanske uafhængighedskrig. En af dem, Franklin Chamberlain, var sergent i belejringen af Yorktown. Hans bedstefar, som også hed Joshua Chamberlain, var oberst i den lokale milits under den Britisk-amerikanske krig (1812) og blev sendt for en krigsret (og frifundet) for sin andel i det ydmygende slaget ved Hampden, som førte til at britiske styrker plyndrede Bangor og Brewer. Hans far havde også deltaget i Aroostook krigen i 1839, som dog ikke rigtig blev til noget. Chamberlain selv var ikke uddannet i militærkunsten, men følte et stort behov for at tjene sit land.

## Borgerkrigen
Ved udbruddet af den amerikanske borgerkrig ønskede Chamberlain at melde sig som frivillig, men ledelsen på Bowdoin College mente, at han var for værdifuld. Chamberlain blev tildelt to års orlov (og det var meningen at han skulle studere sprog i Europa), men skyndte sig i stedet at melde sig som frivillig. Han blev tilbudt at blive oberst for 20. Maine, men afslog. Ifølge hans levnedsbeskriver John J. Pullen foretrak han at "starte lidt lavere og først lære forretningen at kende". Han blev udnævnt til oberstløjtnant i regimentet den 8. august under ledelse af oberst Adelbert Ames. 20. Maine var en del af 5. Korps i Army of the Potomac.
Chamberlains regiment marcherede til slaget ved Antietam; men kom ikke til at deltage i kampene. De kæmpede i det senere slaget ved Fredericksburg, hvor de led relativt små tab i angrebene på Marye's Heights; men blev tvunget til at tilbringe en skrækkelig nat på den iskolde slagmark blandt de sårede fra andre regimenter. Chamberlain beskrev omhyggeligt denne nat i sin dagbog, og gjorde meget ud af at diskutere det at han måtte bruge ligene af de faldne som læ og pude mens han hørte på kuglerne slå ind i kroppene. 20. Maine kom ikke med i slaget ved Chancellorsville på grund af et udbrud af kopper, som betød at de blev holdt tilbage som vagter i bagområdet. Chamberlain blev forfremmet til oberst for regimentet i juni 1863 efter at Ames var blevet forfremmet. En af Chamberlains yngre brødre, Thomas Chamberlain, var også officer i 20. Maine, og en anden, John Chamberlain, besøgte regimentet ved Gettysburg som medlem af U.S. Christian Commission indtil han blev udpeget til feltpræst i et andet regiment fra Maine.

### Slaget ved Gettysburg
Chamberlain blev berømt i slaget ved Gettysburg, hvor hans modige forsvar af Little Round Top blev temaet for mange udgivelser og historier. Han havde fået til opgave at forsvare den sydlige skråning af Little Round Top af oberst Strong Vincent, og han befandt sig dermed på den yderste ende af Unionens linje med 83. Pennsylvania, 44. New York og 16. Michigan infanteri regimenterne på sin højre side. Han indså hurtigt hvorfor Vincent insisterede på den taktiske betydning af Little Round Top, og dermed behovet for at 20. Maine holdt den for enhver pris. Mændene fra Maine ventede indtil tropperne fra det 15. Alabama regiment under oberst William C. Oates angreb op ad bakken i et forsøg på at omgå Unionens stilling. De konfødererede angreb igen og igen indtil 20. Maine næsten var bøjet tilbage til sig selv. Med store tab og ikke ret meget ammunition tilbage indså oberst Chamberlain den vanskelige situation og beordrede sin venstre fløj, (som nu havde retning mod sydøst, mens resten af regimentet pegede mod vest) til at indlede et bajonetangreb. Fra hans rapport om slaget: "På dette kritiske tidspunkt beordrede jeg bajonetten. Ordet var nok".
20. Maine angreb ned af bakken mens venstre fløj hele tiden drejede så angrebslinjen svingede som et hængsel, hvorved der opstod et samtidigt angreb i fronten og fra siden, hvorved mange konfødererede soldater blev taget til fange, og flanken blev reddet. Chamberlain blev lettere såret to gange i slaget – en gang da hans sværdskede blev ramt af en kugle der snittede hans hofte og en gang da hans fod blev ramt af en brugt kugle eller granatsplint. For sin udholdenhed ved forsvaret af Little Round Top blev han kendt som Lion of the Round Top. Senere i 1863 fik han malaria og blev taget ud af aktiv tjeneste indtil han igen var rask.
I april 1864 vendte Chamberlain tilbage til Army of the Potomac og blev forfremmet til at lede en brigade kort før belejringen af Petersburg. Der blev han såret i et større slag den 18. juni ved Rives' Salient. Chamberlain blev ramt i højre hofte og skridt. Trods kvæstelsen trak Chamberlain sit sværd og stødte det i jorden, så han kunne holde sig oprejst og modstå det stigende pres for tilbagetrækning. Han stod op i adskillige minutter ind til han faldt besvimet om af blodtab. Såret blev vurderet til at være dødeligt af divisionens læge, der vurderede at han ville krepere. Chamberlains formentlige død i kamp blev omtalt i aviserne i Maine og generalløjtnant Ulysses S. Grant forfremmede Chamberlain til brigadegeneral på slagmarken. Grant havde forfremmet Chamberlain så hurtigt af en række årsager, en af dem var en ukorrekt melding, der var nået til Grant, om at Chamberlain var død. Selv om han ikke ventedes at overleve (som rapporteret i aviserne i Maine og til Grant) udviste Chamberlain en forbløffende vilje og mod, og var tilbage som leder i november. Selv om mange, heriblandt hans kone Fanny tilskyndede Chamberlain til at tage sin afsked var han fast besluttet på at fortsætte til krigens slutning.
I starten af 1865 fik Chamberlain kommandoen over 1. brigade i 1. division af 5. Korps og han fortsatte med at handle modigt og beslutsomt. Den 29. marts 1865 deltog hans brigade i en større fægtning i Slaget ved Lewis's Farm under Grants sidste fremstød, der kom til at afslutte krigen. Trods tab, et yderligere sår i venstre arm og bryst samt at han nær var blevet taget til fange, sejrede Chamberlain, og blev udnævnt til midlertidig generalmajor af præsident Abraham Lincoln.
I alt deltog Chamberlain i 20 slag og adskillige træfninger. Han fik hædrende omtale for modig indsats fire gange, fik 6 heste skudt bort under sig og blev såret seks gange.

### Appomattox
Om morgenen den 9. april 1865 hørte Chamberlain om Lees ønske om overgivelse af Army of Northern Virginia da en konfødereret stabsofficer nærmede sig ham under parlamentarflag. "Sir," sagde han til Chamberlain, "Jeg kommer fra General Gordon. General Lee ønsker en indstilling af fjendtlighederne indtil han høre fra general Grant om den foreslåede overgivelse." Næste morgen blev Chamberlain kaldte til Unionens hovedkvarter hvor generalmajor Charles Griffin meddelte ham, at han var blevet udvalgt til at forestå paraden fra det konfødererede infanteri, som led i deres formelle overgivelse ved Appomattox Court House den 12. april,.
Chamberlain var således ansvarlig for en af de mest følelsesladede scener i borgerkrigen. Mens de konfødererede soldater marcherede ned ad vejen for at overgive deres våben og faner valgte Chamberlain på eget initiativ at lade sine mænd stå ret og "carry arms" som et tegn på respekt.
Chamberlain beskrev hvad der så skete:
| Citat | Gordon, der var forrest i marchkolonnen, overgår os i høflighed. Han kom ridende med nedslåede øjne og så tænksom ud, men da han hører raslen af våben løfter han sit blik og forstår straks betydningen, drejer sin hest med den ynde som han mestrer, sænker spidsen på sit sværd til stigbøjlen, udsteder en kommando, hvorefter det store konfødererede banner, som følger ham, bliver sænket, og hans decimerede brigader, når de når vores højre fløj reagerer på vort 'carry arms'. Imens høres der ikke en lyd fra trompet eller tromme, ikke et tilråb, ikke et ord eller en bevægelse blandt mandskabet, men derimod en skrækkelig stilhed, som om det var de døde, der passerede. | Citat |
|       | |       |

Chamberlains salut overfor de konfødererede soldater var upopulær blandt mange i Norden, men han forsvarede sin handling i sine erindringer, The Passing of the Armies. Mange år senere kaldte Gordon, i sine egne erindringer, Chamberlain for "en af de mest ridderlige soldater i Unionens hær". Gordon omtalte aldrig historien indtil efter han havde læst Chamberlains beretning, over 40 år senere.

## Karriere efter krigen
Chamberlain forlod hæren kort efter at krigen sluttede og tog tilbage til sin hjemstat Maine. Han blev valgt som Republikansk guvernør i Maine i fire 1-års perioder. Herefter vendte han tilbage til Bowdoin College. I 1871 blev han udpeget til præsident for Bowdoin og beklædte den post indtil 1883, hvor han måtte trække sig tilbage på grund af dårligt helbred, der skyldtes han kvæstelser fra krigen. Han gjorde også tjeneste som bestyrelsesmedlem for det nærliggende Bates Collage fra 1867 til 1871.
I januar 1880 var der uenighed om hvem der var den nyvalgte guvernør i Maine og Maine State House blev besat af en gruppe bevæbnede mænd. Den afgående guvernør, Alonzo Garcelon, tilkaldte Chamberlain, der var kommandant over Maines Milits, for at få ham til at tage kommandoen. Chamberlain sendte de bevæbnede mænd hjem, og sørgede for at politiet i Augusta havde kontrol over situationen. Han blev i State House i det meste af de kommende 12 dage indtil Maines højesteret havde truffet beslutning om hvem, der havde vundet valget. I mellemtiden var der trusler om mord og kidnapning og på et tidspunkt gik han ud og konfronterede en gruppe på 25-30 mand der ville dræbe ham. Begge sider forsøgte at bestikke ham ved at gøre ham til medlem af Senatet. Efter ikke at have efterkommet nogen af siderne i striden blev han ikke senator og hans karriere i politik var slut.
Chamberlain gjorde tjeneste som havnekontrollør i Portland, Maine, en føderal udnævnelse, og gik ind i forretningslivet, bl.a. ejendomshandler i Florida og en kunstskole i New York foruden hoteller og jernbaner. Han skrev også adskillige bøger om Maine, undervisning og sine erindringer fra borgerkrigen. Siden han blev alvorligt såret i 1864 og indtil sin død var han tvunget til at bære en tidlig form for kateter med en pose og gennemgik seks operationer for at forsøge at kurede det oprindelige sår og stoppe den feber og de infektioner som plagede ham, alt sammen forgæves.
I 1893 30 år efter slaget der gjorde det 20. Maine berømt blev Chamberlain tildelt Kongressens Medal of Honor for sin indsats ved Gettysburg. I begrundelsen hyldes han for sin "Vovemodige heroisme og store udholdenhed i at fastholde stillingen på Little Round Top mod gentagne angreb og erobre den fremskudte stilling på Great Round Top."
Fra han først blev valgt som guvernør i Maine og resten af livet – selv da han led af konstante smerter og besvær fra sine sår i 1864 – var Chamberlain aktiv i veteranorganisationen Grand Army of the Republic og vendte ofte tilbage til Gettysburg, hvor han holdt taler ved soldaternes genforeninger.
I 1898 i en alder af 70, og stadig med smerter fra sine sår, meldte han sig som frivillig officer i den Spansk-amerikanske krig. Da han blev kasseret kaldte han det for en af de største skuffelser i sit liv.
Som med mange andre kampe i borgerkrigen opstod der en kontrovers, da en af hans underordnede officerer hævdede at Chamberlain aldrig beordrede et angreb ved Gettysburg. Påstanden påvirkede aldrig seriøst Chamberlains berømmelse. I maj 1913 var han så vidt vides i Gettysburg for sidste gang mens han var involveret i planlægningen af 50 års jubilæet. På grund af svigtende helbred kunne han dog ikke deltage i festligholdelsen to måneder senere.
Chamberlain var en af grundlæggerne af Maines blindeinstitut i Portland. Chamberlains kone var svagtseende, og han sad i den første bestyrelse for instituttet.
Chamberlain døde af sine sår fra krigen i 1914 i Portland, Maine i en alder af 85, og ligger begravet på Pine Grove Cemetery i Brunswick, Maine. Ved sin side, da han døde, var Dr. Abner Shaw fra Portland, en af de to læger, som opererede ham i Petersburg 50 år tidligere. Han var den sidste borgerkrigsveteran, der døde af sår fra krigen. En samlet gennemgang af hans journal antyder at det var komplikationer fra det sår han fik i Petersburg der blev hans død.
Hans hjem, der ligger på den anden siden af Maine Street overfor Bowdoin College campus, er i dag et museum, der ejes af Pejepscot Historical Society, som også vedligeholder en stor forskningssamling om Chamberlain. Blandt de klenodier der fremvises er det minié-projektil som nær havde kostet ham livet ved Petersburg og Don Troianis originale maleri af angrebet ved Little Round Top. Fremvisninger foregår med vidende frivillige fortællere fra tidligt i juni til midten af oktober.

## Ledelseskarriere
- oberstløjtnant (næstkommanderende), 20. Maine (8. august 1862)
- oberst, leder af 20. Maine (20. maj 1863)
- Chef for 3. Brigade, 1. Division, 5. Korps (26. august – 19. november 1863)
- Chef for 1. Brigade (6. juni – 18. juni 1864)
- Brigadegeneral i den frivillige hær (18. juni 1864)
- Chef for 1. Brigade (19. november 1864 – 5. januar 1865)
- Chef for 1. Brigade (27. februar – 11. april 1865)
- Midlertidig generalmajor i den frivillige hær (29. marts 1865)
- Chef for 1. Division (20. april – 28. juni 1865)
- Chef for 1. Brigade, 3. Division, Wright's midlertidige korps, Middle Department (28. juni – juli 1865)
- Afmønstret den frivillige hær (15. januar 1866)[6]

## I populære medier
Chamberlain er en af hovedpersonerne i Michael Shaaras Pulitzer Prize-vindende historiske romaner om Gettysburg, The Killer Angels, og filmen, der er baseret på den roman Gettysburg (hvori Chamberlain spilles af skuespilleren Jeff Daniels, som gentog rollen i Gods and Generals).
Tom Eishens historiske roman Courage on Little Round Top er en detaljeret historie om Chamberlain og Robert Wicker, den unge konfødererede officer som affyrede sin pistol mod Chamberlains hoved under 20. Maines historiske angreb ned af Little Round Top.
Steve Earles song Dixieland fra albummet The Mountain henviser til Chamberlain og slaget ved Gettysburg:
I am Kilrain of the 20th Maine and we fight for Chamberlain

'Cause he stood right with us when the Johnnies came like a banshee on the wind

When the smoke cleared out of Gettysburg many a mother wept

For many a good boy died there, sure, and the air smelted just like death

I am Kilrain of the 20th Maine and I'd march to hell and back again

For Colonel Joshua Chamberlain – we're all goin' down to Dixieland

## Begrundelse for Medal of Honor
Rang og enhed: Oberst, 20. Maine Infanteri regiment. Sted og dato: Ved Gettysburg, Pa., 2. juli, 1863. Indgået i tjenesten ved: Brunswick, Maine. Født: 8. september, 1828, Brewer Maine. Dato for udstedelse: 11. august 1893.
Citation:
Vovemodige heroisme og store udholdenhed i at fastholde stillingen på Little Round Top mod gentagne angreb og erobre den fremskudte stilling på Great Round Top.

## References
- Chamberlain, Joshua L. (1992). The Passing of the Armies: An Account of the Final Campaign of the Army of the Potomac, Based upon Personal Reminiscences of the Fifth Army Corps. Bantam. ISBN 978-0553299922.

- Desjardin, Thomas A. (1995). Stand Firm Ye Boys from Maine: The 20th Maine and the Gettysburg Campaign. Thomas Publications. ISBN 1-57747-034-6.

- Eicher, John H.; David J. Eicher (2001). Civil War High Commands. Stanford, California: Stanford University Press. ISBN 0-8047-3641-3.

- Eishen, Thomas (2004). Courage on Little Round Top. Skyward Publishing. ISBN 1-881554-38-4.

- Levinsky, Allan M. (2006). "Chamberlain's Stand Against Political Upheaval: His second Little Round Top". Discover Maine: Maine's History Magazine. 3: 18-21.

- Longacre, Edward G. (1999). Joshua Chamberlain: The Soldier and the Man. Combined Publishing. ISBN 978-0306813122.

- Marvel, William (2000). A Place Called Appomattox. University Of North Carolina Press. ISBN 978-0807825686.

- Nesbitt, Mark (1996). Through Blood & Fire: Selected Civil War Papers of Major General Joshua Chamberlain. Mechanicsburg, Pennsylvania: Stackpole Books. ISBN 0-8117-1750-X.

- Trulock, Alice Rains (2001). In the Hands of Providence: Joshua Lawrence Chamberlain and the American Civil War. University of North Carolina Press.

- Wallace, Willard M. (1991). Soul of the Lion: A Biography of General Joshua L. Chamberlain. Gettysburg, Pennsylvania: Stan Clark Military Books. ISBN 1-879664-00-3.

## Yderligere læsning
- Lemke, William (1997). A Pride of Lions: Joshua Chamberlain & Other Maine Civil War Heroes. Covered Bridge Press.

## Eksterne kilder
- Joshua Lawrence Chamberlain Digital Archive at Bowdoin College
- Chamberlain-Adams Family Papers.Schlesinger Library, Arkiveret 9. maj 2012 hos  Wayback Machine Radcliffe Institute, Harvard University.
- Short Chamberlain bio and photos of his boyhood home in Brewer, his home in Brunswick, his gravesite, and the family plot in Brewer Arkiveret 11. april 2008 hos  Wayback Machine
- Biography of Joshua Lawrence Chamberlain
- Joshua Lawrence Chamberlain Biography Arkiveret 28. juni 2011 hos  Wayback Machine
- Joshua Chamberlain: Maine's Favorite Son
- Tribute to Major General Joshua Lawrence Chamberlain Arkiveret 1. februar 2006 hos  Wayback Machine
- Joshua L. Chamberlain, a Biographical Essay Arkiveret 28. december 2005 hos  Wayback Machine
- Medal of Honor Recipients on Film
- Under Chamberlain's Flag – “The Story of the 198th P.A. and 185th N.Y. Volunteers" Arkiveret 31. januar 2011 hos  Wayback Machine
- Joshua L. Chamberlain Museum in Brunswick, Maine Arkiveret 14. august 2009 hos  Wayback Machine Managed by the Pejepscot Historical Society